# Meridiano 162 oeste
El meridiano 162 oeste de Greenwich es una línea de longitud que se extiende desde el Polo Norte atravesando el océano Ártico, América del Norte, el océano Pacífico, el océano Antártico y la Antártida hasta el Polo Sur.
El meridiano 162 oeste forma un gran círculo con el meridiano 18 este.
Comenzando en el Polo Norte y dirigiéndose hacia el Polo Sur, el meridiano 162 oeste pasa a través de:
| Coordenadas                        | País, territorio o mar | Notas |
| ---------------------------------- | ---------------------- | --- |
| 90°0′N 162°0′O / 90.000, -162.000  | Océano Ártico          | |
| 71°40′N 162°0′O / 71.667, -162.000 | Mar de Chukotka        | |
| 70°18′N 162°0′O / 70.300, -162.000 | Estados Unidos         | Alaska |
| 67°2′N 162°0′O / 67.033, -162.000  | Mar de Chukotka        | Hotham Inlet |
| 66°37′N 162°0′O / 66.617, -162.000 | Estados Unidos         | Alaska - Baldwin Peninsula |
| 66°35′N 162°0′O / 66.583, -162.000 | Mar de Chukotka        | Kotzebue Sound |
| 66°3′N 162°0′O / 66.050, -162.000  | Estados Unidos         | Alaska - Península de Seward |
| 64°42′N 162°0′O / 64.700, -162.000 | Mar de Bering          | Norton Sound |
| 63°27′N 162°0′O / 63.450, -162.000 | Estados Unidos         | Alaska |
| 59°49′N 162°0′O / 59.817, -162.000 | Mar de Bering          | Kuskokwim Bay |
| 59°14′N 162°0′O / 59.233, -162.000 | Estados Unidos         | Alaska |
| 59°10′N 162°0′O / 59.167, -162.000 | Mar de Bering          | Kuskokwim Bay |
| 58°41′N 162°0′O / 58.683, -162.000 | Estados Unidos         | Alaska - Cape Newenham |
| 58°37′N 162°0′O / 58.617, -162.000 | Mar de Bering          | Bahía de Bristol |
| 55°48′N 162°0′O / 55.800, -162.000 | Estados Unidos         | Alaska - Península de Alaska |
| 55°5′N 162°0′O / 55.083, -162.000  | Océano Pacífico        | Pasa justo al oeste de Iliasik Islands, Alaska, Estados Unidos Pasa justo al oeste de la isla Nihoa, Hawái, Estados Unidos Pasa justo al este del Atolón Palmyra, Islas Ultramarinas Menores de los Estados Unidos |
| 60°0′S 162°0′O / -60.000, -162.000 | Océano Antártico       | |
| 78°5′S 162°0′O / -78.083, -162.000 | Antártida              | Dependencia Ross, reclamada por Nueva Zelanda |